# Gonzalo Colsa
Gonzalo Colsa Albendea (Santander, 11 maggio 1979) è un ex calciatore spagnolo, di ruolo centrocampista.

## Carriera

### Club
Ha iniziato la carriera nel Racing Santander, debuttando nel campionato 1997-1998, stagione in cui è passato nella rosa maggiore del club. L'esordio è arrivato il 22 febbraio 1998, nella sfida vinta dal Maiorca per due a uno. Con il Santander, ha giocato quattro campionati, eccetto un periodo in prestito al Logroñés nel 1999. Nel 2001, è stato ceduto all'Atlético Madrid, appena retrocesso in Segunda División. Con i Colchoneros ha conquistato la promozione, per poi essere ceduto al Valladolid. Con la nuova squadra, ha giocato trentasette partite e ha messo a segno cinque reti, nel campionato 2002-2003. È stato poi acquistato dal Maiorca, con cui è stato titolare nella Liga e, contemporaneamente, in Coppa UEFA, dove ha giocato cinque gare dell'edizione 2003-2004.
È passato nuovamente all'Atlético Madrid nel 2004 e ci è rimasto per due stagioni, per poi tornare al Racing Santander. Qui, è diventato un titolare inamovibile, riuscendo a giocare in tutte le gare di campionato nel 2007-2008. Nella stessa stagione, ha conquistato con il suo club le semifinali di Coppa del Re e si è qualificato per la Coppa UEFA, traguardo storico per il Racing Santander. Per il campionato 2008-2009, è stato nominato tra i capitani della squadra. Sempre da questa stagione, porta sulla maglia una lettera P, in onore di suo padre Pepe, scomparso l'anno precedente.

### Nazionale
Colsa ha partecipato al Campionato mondiale di calcio Under-20 1999 con la Nazionale spagnola di categoria, aggiudicandosi la vittoria finale. Ha giocato anche per la selezione della Cantabria.

## Palmarès

### Club
- Segunda División spagnola: 1

Atlético Madrid: 2001-2002

### Nazionale
- Campionato mondiale Under-20: 1

Spagna: Nigeria 1999